# Alfredo Solf y Muro
Alfredo Solf y Muro (Lambayeque, 15 de marzo de 1872-Lima, 14 de agosto de 1969) fue un jurista, político y diplomático peruano. Como Canciller le correspondió firmar el Protocolo de Paz, Amistad y Límites con el Ecuador (29 de enero de 1941).

## Biografía
Sus padres fueron el alemán Alfredo Solf Martens, y Ricardina Muro Buenaño (hija del hacendado Manuel Antonio Muro O'Kelly, Diputado por el Departamento de Lambayeque en 1839; vástago a su vez del Prócer de la Independencia del Perú, Baltazar Muro de Rojas y Sandoval).
Tío de Solf y Muro fue el también político Baltasar García Urrutia; entre sus primos se encuentran el explorador ferreñafano Manuel Antonio Mesones Muro, y el doctor Francisco Muro Pacheco. Como sobrinos, vía Muro, cuenta con Ricardo Grau, Juan Bautista de Lavalle y García, José Antonio de Lavalle y García, Dr. Genaro Barragán Muro (Diputado por el departamento de Lambayeque), Dr. Francisco Muro Moreno (Regidor y Teniente Alcalde de Chiclayo), Don Manuel Expedito Muro Navarrete, Alfredo Tomassini, Viviana Rivasplata y Violeta Muro Mesones. 
Alfredo Solf y Muro cursó sus estudios escolares en el Colegio San José de Chiclayo. En 1892 ingresó a la Universidad Nacional Mayor de San Marcos donde se graduó de doctor en Letras (1897) y en Jurisprudencia (1903), con las tesis Momento histórico de la filosofía de Kant y De la quiebra declarada fuera de la República, respectivamente. En 1898 obtuvo su título de abogado.
Ejerció la docencia en la Universidad de San Marcos, teniendo a su cargo las cátedras de Derecho Civil, Derecho Agrícola, Minero e Industrial, Procedimientos Civiles e Historia del Derecho Peruano. Fue también profesor de Geografía de América en la Escuela Militar de Chorrillos.
En 1907 fue elegido diputado por Chiclayo, escaño que ocupó hasta 1918. Fue miembro de las comisiones diplomáticas de legislación. Presidió la Junta Departamental de Lima.
Durante el gobierno de Guillermo Billinghurst fue ministro de Justicia e Instrucción (1913), cargo en el que estuvo apenas un mes, pues renunció en protesta contra los atentados que sufrió la casa del presidente del Senado, Rafael Villanueva Cortez, y la del expresidente Augusto B. Leguía, realizados por turbas populares contrarias al leguiísmo parlamentario. Le acompañó en esa decisión su colega, el ministro de Hacienda José Balta Paz.
Tras la caída de Billinghurst fue representante del Partido Civil en la convención de partidos realizada en 1914 para nombrar candidatos a la presidencia y vicepresidencia de la República.
En 1933 presidió la delegación peruana en la Conferencia Internacional Americana de Montevideo. Al año siguiente, bajo el segundo gobierno de Óscar R. Benavides, fue nombrado ministro de Hacienda y Comercio, cargo que ejerció hasta 1934. Luego fue rector de la Universidad de San Marcos (1935-1939).
Bajo el primer gobierno de Manuel Prado Ugarteche, fue presidente del Consejo de Ministros y ministro de Relaciones Exteriores (1939-1944), cubriendo el más de los más largos períodos ministeriales de la historia republicana (cinco años y un día).
Como canciller asistió a la III Conferencia Interamericana de ministros de Relaciones Exteriores realizada en Río de Janeiro en los primeros días de 1941 para contemplar la situación creada por el ingreso de Estados Unidos a la Segunda Guerra Mundial tras el ataque a Pearl Harbor. Esta ocasión fue aprovechada por los cancilleres de Perú, Ecuador, Argentina y Chile, y el subsecretario de Estado norteamericano, para dar una solución al conflicto entre Perú y Ecuador. Estas conversaciones dieron por resultado, momentos después de la clausura de la reunión, a la firma del Protocolo de Paz, Amistad y Límites entre Perú y Ecuador. Lo firmaron Solf y Muro, como plenipotenciario peruano, y Julio Tobar Donoso, como representante del Ecuador (29 de enero de 1941). Este protocolo puso fin al ya centenario problema limítrofe peruano-ecuatoriano, delimitándose definitivamente la frontera, aunque los problemas derivados por la demarcación habrían de ocupar todavía el resto del siglo XX y originarían algunos conflictos más en 1981 y en 1995; pero finalmente se logró la firma de paz definitiva en 1998, con el pleno respeto a lo acordado en el tratado de 1941.
Entre otros cargos, fue decano del Colegio de Abogados de Lima, director de la Sociedad de Beneficencia Pública de Lima y presidente fundador del Banco Agrícola.

## Publicaciones
- De la quiebra declarada fuera de la República (1903).
- El proceso electoral de Lima. Los defensores de la ley (1917).
- Programa de Derecho de Agricultura (1925).
- Programa de Derecho Industrial (1927).